# South East Queensland
South East Queensland – region metropolitalny oraz aglomeracja South East Queensland agglomeration w stanie Queensland w Australii. Zamieszkuje ją ok. 4 mln osób (3,8 mln w 2020 roku). Obejmuje 12 sąsiadujących ze sobą powiatów (tzw. local government areas, LGA). Generalnie, aglomeracja składa się z metropolii Brisbane (2,7 mln mieszkańców) oraz Gold Coast (0,66 mln mieszkańców), Sunshine Coast (0,36 mln mieszkańców), Toowoomba (0,18 mln mieszkańców) i Shire of Noosa (0,06 mln mieszkańców)
Jedna osoba na siedem, czyli ok. 14% populacji państwa mieszka w South East Queensland. W 2019 r. szacowano, że w ciągu 3 dekad populacja ma zwiększyć się do 5,5 mln mieszkańców, dzięki osiedlaniu się ludności na rozległym płaskim obszarze na zachód od Brisbane.

## Podział terytorialny
| Local government area  | Ludność (06.2023) | Powierzchnia | Gęstość zaludnienia | Brisbane | South East Queensland |
| ---------------------- | ----------------- | ------------ | ------------------- | -------- | --------------------- |
| City of Brisbane       | 1 323 162         | 1342,7 km²   | 985 os./km²         | Brisbane | South East Queensland |
| City of Moreton Bay    | 510 104           | 2041,5 km²   | 250 os./km²         | Brisbane | South East Queensland |
| Logan City (Australia) | 377 773           | 958,1 km²    | 394 os./km²         | Brisbane | South East Queensland |
| City of Ipswich        | 251 148           | 1093,9 km²   | 230 os./km²         | Brisbane | South East Queensland |
| Redland City           | 166 809           | 537,2 km²    | 311 os./km²         | Brisbane | South East Queensland |
| Scenic Rim Region      | 45 248            | 4243,0 km²   | 11 os./km²          | Brisbane | South East Queensland |
| Somerset Region        | 26 251            | 5373,4 km²   | 5 os./km²           | Brisbane | South East Queensland |
| Lockyer Valley Region  | 43 847            | 2269,0 km²   | 19 os./km²          | Brisbane | South East Queensland |
| City of Gold Coast     | 666 087           | 1333,4 km²   | 500 os./km²         |          | South East Queensland |
| Sunshine Coast Region  | 365 942           | 2253,9 km²   | 162 os./km²         |          | South East Queensland |
| Toowoomba Region       | 181 821           | 12957,2 km²  | 14 os./km²          |          | South East Queensland |
| Shire of Noosa         | 58 367            | 869,9 km²    | 67 os./km²          |          | South East Queensland |
| Razem                  | 4 016 559         | 35 273,2 km² | 114 os./km²         |          |                       |